# Oscar Muller
Oscar Muller (* 28. Juli 1957 in Rosario, Argentinien; † 19. August 2005 in Saint-Denis, Réunion) war ein französischer Fußballspieler.
Muller wurde als Sohn des argentinischen Fußballspielers Ramón Muller geboren. 1973 wechselte er zum französischen Erstligisten FC Nantes. Dort erlebte er unter den Trainern José Arribas und Jean Vincent seine erfolgreichste Zeit Ende der 1970er und zu Beginn der 1980er Jahre. Mit dem Verein wurde er 1977, 1980 und 1983 Französischer Meister. 1979 gewann er mit Nantes auch die Coupe de France, den französischen Pokal. Insgesamt bestritt Muller in seiner Laufbahn 213 Erstligaspiele, in denen er 29 Tore erzielte.
Seine aktive Laufbahn beendete er 1990 und siedelte auf die Insel Réunion über, wo er bei verschiedenen Vereinen, darunter dem nationalen Rekordmeister JS Saint-Pierre, als Trainer arbeitete.
Am 14. August 2005 wurde Muller schwer verletzt, als er von einem Motorrad angefahren wurde. Fünf Tage später erlag er im Krankenhaus der Hauptstadt seinen Verletzungen.
| Personendaten    | Personendaten                |
| ---------------- | ---------------------------- |
| NAME             | Muller, Oscar                |
| KURZBESCHREIBUNG | französischer Fußballspieler |
| GEBURTSDATUM     | 28. Juli 1957                |
| GEBURTSORT       | Rosario                      |
| STERBEDATUM      | 19. August 2005              |
| STERBEORT        | Saint-Denis (Réunion)        |